# Claude Douce
Pour les articles homonymes, voir Douce.
 (août 2024).
La mise en forme du texte ne suit pas les recommandations de Wikipédia : il faut le « wikifier ».
Les points d'amélioration suivants sont les cas les plus fréquents. Le détail des points à revoir est peut-être précisé sur la page de discussion.
- Les titres sont pré-formatés par le logiciel. Ils ne sont ni en capitales, ni en gras.
- Le texte ne doit pas être écrit en capitales (les noms de famille non plus), ni en gras, ni en italique, ni en « petit »…
- Le gras n'est utilisé que pour surligner le titre de l'article dans l'introduction, une seule fois.
- L'italique est rarement utilisé : mots en langue étrangère, titres d'œuvres, noms de bateaux, etc.
- Les citations ne sont pas en italique mais en corps de texte normal. Elles sont entourées par des guillemets français : « et ».
- Les listes à puces sont à éviter, des paragraphes rédigés étant largement préférés. Les tableaux sont à réserver à la présentation de données structurées (résultats, etc.).
- Les appels de note de bas de page (petits chiffres en exposant, introduits par l'outil «  Source ») sont à placer entre la fin de phrase et le point final[comme ça].
- Les liens internes (vers d'autres articles de Wikipédia) sont à choisir avec parcimonie. Créez des liens vers des articles approfondissant le sujet. Les termes génériques sans rapport avec le sujet sont à éviter, ainsi que les répétitions de liens vers un même terme.
- Les liens externes sont à placer uniquement dans une section « Liens externes », à la fin de l'article. Ces liens sont à choisir avec parcimonie suivant les règles définies. Si un lien sert de source à l'article, son insertion dans le texte est à faire par les notes de bas de page.
- La présentation des références doit suivre les conventions bibliographiques. Il est recommandé d'utiliser les modèles {{Ouvrage}}, {{Chapitre}}, {{Article}}, {{Lien web}} et/ou {{Bibliographie}}. Le mode d'édition visuel peut mettre en forme automatiquement les références.
- Insérer une infobox (cadre d'informations à droite) n'est pas obligatoire pour parachever la mise en page.

Pour une aide détaillée, merci de consulter Aide:Wikification.
Si vous pensez que ces points ont été résolus, vous pouvez retirer ce bandeau et améliorer la mise en forme d'un autre article.
Claude Douce, né le 10 octobre 1937 à Saint-Maurice (Val-de-Marne), est un publicitaire français, entrepreneur et préhistorien.
Claude Douce a passé la plupart de sa carrière professionnelle dans la publicité.
Il crée l’agence de publicité Bélier en 1971 qui devient le groupe Bélier, numéro 2 en France, dans les années 80.
En 1988, il devient le président de l'agence de publicité Mc Cann Erikson France et le vice président Europe de Mc Cann Erikson.
Il sauve plusieurs châteaux dont le Château de Sauveboeuf à Aubas en Dordogne où il installe son musée de la préhistoire qui contient environ 3200 collections. Ce musée privé est considéré comme “exemplaire” par le professeur émérite et anthropologue Yves Coppens.

## Situation personnelle

### Formation
Claude Douce a fréquenté le lycée Condorcet à Maisons-Alfort où il obtient l’équivalent du baccalauréat (Brevets commerciaux).

## Carrière professionnelle

### La publicité
Claude Douce commence sa carrière dans la publicité chez Havas, des années 50 aux années 70 où il évolue à différents postes : de coursier à Directeur Commercial chez Havas.

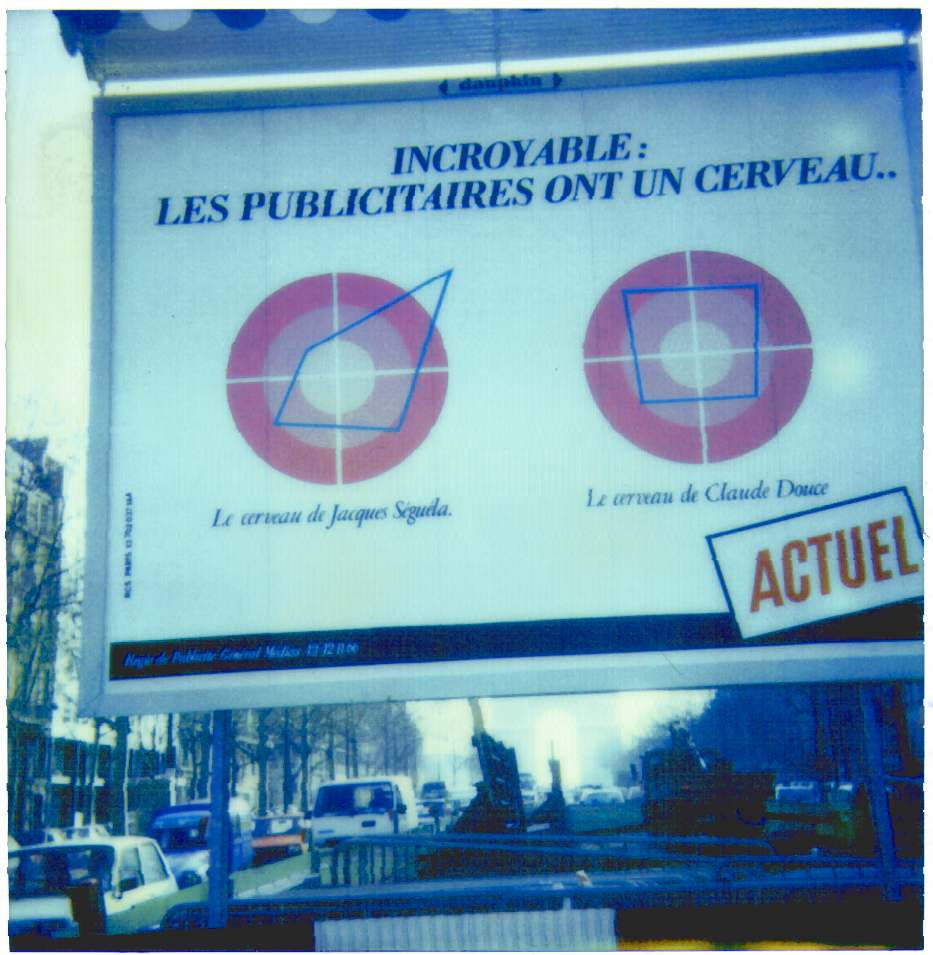
Cerveau Mapping - Claude Douce

Il quitte Havas où son frère Jacques Douce (décédé en 1982), est alors directeur général pour créer l’agence de publicité de Bélier en 1971 qui en quelques années se trouve dans le top 3 des agences de publicité française,,. Le groupe Bélier émerge avec le rachat et la création de plusieurs agences de publicité : la création de l'agence de pub Australie, la création l'agence de pub Business avec Thierry Ardisson ou comme en 1986, le magazine Médias titrait en Une : "L'Orgre Claude Douce dévore l'agence Impact".
Le groupe Bélier devient une filiale d'Havas qui détient à 45% à travers sa branche communication Eurocom,,. Claude Douce devient vice-président directeur général du directoire d’Eurocom (Havas),.
En 1987, Claude Douce s'implante en Europe est devient le Président du groupe Bélier WCRS à la suite de l'alliance avec le groupe de publicité britannique,. Cette année-là, le groupe Bélier français est 2e de publicité derrière Publicis.
En 1988, il est classé no 1 des patrons par le magazine économique La vie Française. Tout au long de sa carrière, il fait la une de nombreux magazines économiques ou consacrés à la communication :
- Stratégies Hebdo, "Belier prend 10% dans NCK Int." no 230 le 16 juin 2022 -  (ISSN 0180-6424).
- Stratégies, "Belier relevé à la sauce anglaise". no 573 - 14/20 septembre 1987.
- L'Expansion Médias, "Questions à Claude Douce". no 17 - avril 1985.
- Médias, "En couverture, Claude Douce". no 130 - Du 31 janvier au 6 février 1986.
- Libération, "Mais qu'est ce que t'as Douce Douce dis donc ?" -  Hors série no 486 du 10 décembre 1992. En référence au slogan "Qu'est ce que tu bois doudou dis donc" de la publicité de la marque de boisson Oasis avec le chanteur Carlos.

En 1988, à la suite d'une mésentente personnelle avec Pierre Dauzier, président d'Havas, il démissionne du groupe Havas.
Quelques mois plus tard, il est nommé président de McCann France et vice-président de McCann Europe.
Il est surnommé par les américains de McCann: "Never Give Up" car il n'abandonne jamais.
Il est décrit comme un "acharné" par Le point en 1989 qui indique qu'il "se bat pour rafler toutes les appels d'offres".
En 1990, il est membre du Board Mondial chez Mc Cann Erikson à New-York puis en 2002, il est Vice-Président de EMEA Mc Cann World Group qui regroupe 52 pays.
En 2001, Claude Douce quitte son poste de PDG de Mc Cann France. À 65 ans, Claude Douce n'en a pas fini avec la publicité, il crée CD conseil pour une durée de 4 ans afin de conseiller le président de Mc Cann Erikson Europe et du groupe Mc Cann Erikson France,,.
C’est chez McCann qu’est née la célèbre formulation “What else” de Nespresso et George Clooney.
En 2007, pour l’ensemble de sa carrière professionnelle et ses actions de mécénat pour la culture, il reçoit la distinction de Commandeur de l’Ordre des Arts et des Lettres lors du discours du 17 avril 2007, de Renaud Donnedieu de Vabres, Ministre de la culture et de la communication,.
Il continue de donner des conseils aux startups qui le sollicitent un grand réseau s'est formé autour de la fondation Jacques Douce qui soutient les entrepreneurs dans le monde de la publicité. Aujourd'hui, Il consacre la plupart de son temps à ses passions pour l’histoire et la préhistoire.

### Slogans de publicité
Claude Douce est à l’origine de célèbres slogans de publicité,:
- “What else ?” avec George Clooney pour Nespresso.
- “Le choc des mots, le poids des photos” pour Paris Match.
- "Garantie sans ammoniac à la bonne odeur de pin" pour St Marc.
- "Le pays où la vie est moins cher" pour Conforama.
- “Mais qu’est-ce que tu bois doudou dis donc” avec Carlos pour Oasis fait la une du magazine Médias[36] le 8 juillet 1983.

### Innovations

#### Agences spécialisées et lancement d'agences
Une des spécificités de Claude Douce était de créer et lancer de nouvelles agences, les fabriquer et les faire évoluer,, il a notamment créé des agences spécialisées par thèmes avec des cibles spécifiques. Avec ce large réseau qui s'étend des régions françaises à l'international, il a dans son panel de campagnes publicitaires passant de l'Aérospatial au papier toilette de Lotus.
Exemples:
- Météo : System TV météo.
- Relations publiques : Exclusive Relations publiques avec Régine (propriétaire et animatrice de discothèques)[40].
- Budget Allemands : Gingko (exemple : les boissons Jägermeister et les robinets Grohe).
- Communication sociale : INF14.
- Droits musicaux : BSM.
- Architecture : Agora 21.
- Promotion : Lagon.
- Production et diffusion d'émissions à destination des radios locales : Ofredia
- Sponsoring : Média Force
- Publi-reportage : Citation.

#### Restructurations et réorganisation
De réorganisations internes interviennent avec Claude Douce chez Mc Cann Erikson avec la restructuration du pôle média du groupe Mc Cann sous le nom de "Comcord". La mise en place du "Road Map to effective advertising" qui est un outil pour guider la mise en œuvre de publicité efficace qui permet de mieux comprendre le consommateur et de créer une relation permanente entre la marque et le consommateur.
Il met en place des divisions spécialisées par thème comme Mc Cann Luxe avec les budgets comme les parfums Van Cleefs & Arpels ou les planches à voile BIC.

#### Innovations publicitaires
Dès 1985, lorsque Claude Douce est à la tête Belier, le groupe investit dans le numérique et notamment dans le nouvel outil "Léonard", de son vrai nom Artron 2000 qui permettait de faire de la mise en page, des maquettes, des logos. C'est grâce à ses outils et au sponsoring de l'Union des Assurances de Paris (UAP) que les bulletins météo sont modernisés avec la mise en place d’une image (un nuage, un soleil, la pluie) sur une carte pour représenter simplement des mots, ces bulletins étaient livrés 3 fois par jour aux journaux pour avoir la météo tout au long de la journée.
Avec Gérard Charbit (ancien PDG de Mc Cann Erikson Paris), Ils créent des nouveaux outils pour mieux comprendre les consommateurs  :
- Le "Footprint" est utilisé et sert à définir avec six mots ce qu'est une marque.
- L'outil "Pulse" pour prendre le pouls des consommateurs avec 3 techniques :
  1. Pulse Dialogues : réunion d'une dizaine de consommateurs faisant partie d'une certaine cible ou génération.
  2. Pulse Media Ethnology : étude des vecteurs de communications selon une cible.
  3. Pulse Interview d'Expert : rencontre avec des gens en contact direct avec la cible.

Sur les autoroutes, à certains péages, le groupe Belier organise des distributions de mouchoirs Lotus.
La création et la généralisation de l'utilisation format des “8 secondes” avec Thierry Ardisson, en publicité ce format correspond à 5 secondes pour raconter une histoire et 3 secondes pour la signature. Ce format existe encore aujourd’hui et il a permis à de nombreuses entreprises de petite ou moyenne taille d’accéder à la publicité à grande échelle, par exemple, sur des journaux télévisés nationaux.
Exemple : Le slogan publicitaire de l'agence Business détenue par Claude Douce et Thierry Ardisson qui créé le slogan de  Chaussée aux moines ("Chaussée aux Moines" chanté sur un air liturgique et Amen à la fin) qui a significativement augmenté sa part de marché après cette campagne publicitaire.
À partir des années 80, les premiers artistes ou célébrités solliciter pour les campagnes de publicité étaient :
- Serge Gainsbourg pour Martini. Il a été le premier à chanter "On the Rocks" pour Martini au micro d'Europe 1.
- Carlos pour Oasis.
- Henri Salvador pour Conforama.
- Claudia Schiffer pour L'Oréal.
- George Clooney pour Nespresso.

### Lancement de marque
Claude Douce, avec son agence Belier, a lancé des marques telles que Lotus, Candia, Le rasoir jetable de BIC, le jeu Banco pour la FDJ, les assurances UAP.
En 1979, un scandale intervient pour la campagne des assurances UAP, deux groupes de bébés sont mis en scène avec un slogan « Les bébés de 1949, ne comptez pas trop sur les bébés de 1979 pour payer vos retraites ».

## Récompenses
Au cours de sa carrière professionnelle, Claude Douce a obtenu des prix pour ses campagnes publicitaires et également en tant que leader.
- 1974 : Grand Prix de la Publicité - Lotus
- Lion bronze, argent – British Leyland
- 1976 : Lions de Bronze et d’argent
- 1977 : 25 Clio à New York
- 1979 : 7 d’or Lotus
- 1979 : Clio pour le lancement Paris Match, Société Générale
- 1980 : Les Quatre étoiles de la Publicité SNCF
- 1981 : Prix Radio Oasis
- 1983 : Minerve Bourgeois
- 1983 : Prix de l’humour Europe 1
- 1984 : Prix du jury RTL
- 1986 : Disque d’or NRJ
- 1987 : Personnalité de l’année
- 1991 : Grand prix de la publicité – McCann Martini
- 1992 : Top 10 Worldwide leader

## Passions

### Sauvetage et restauration de châteaux

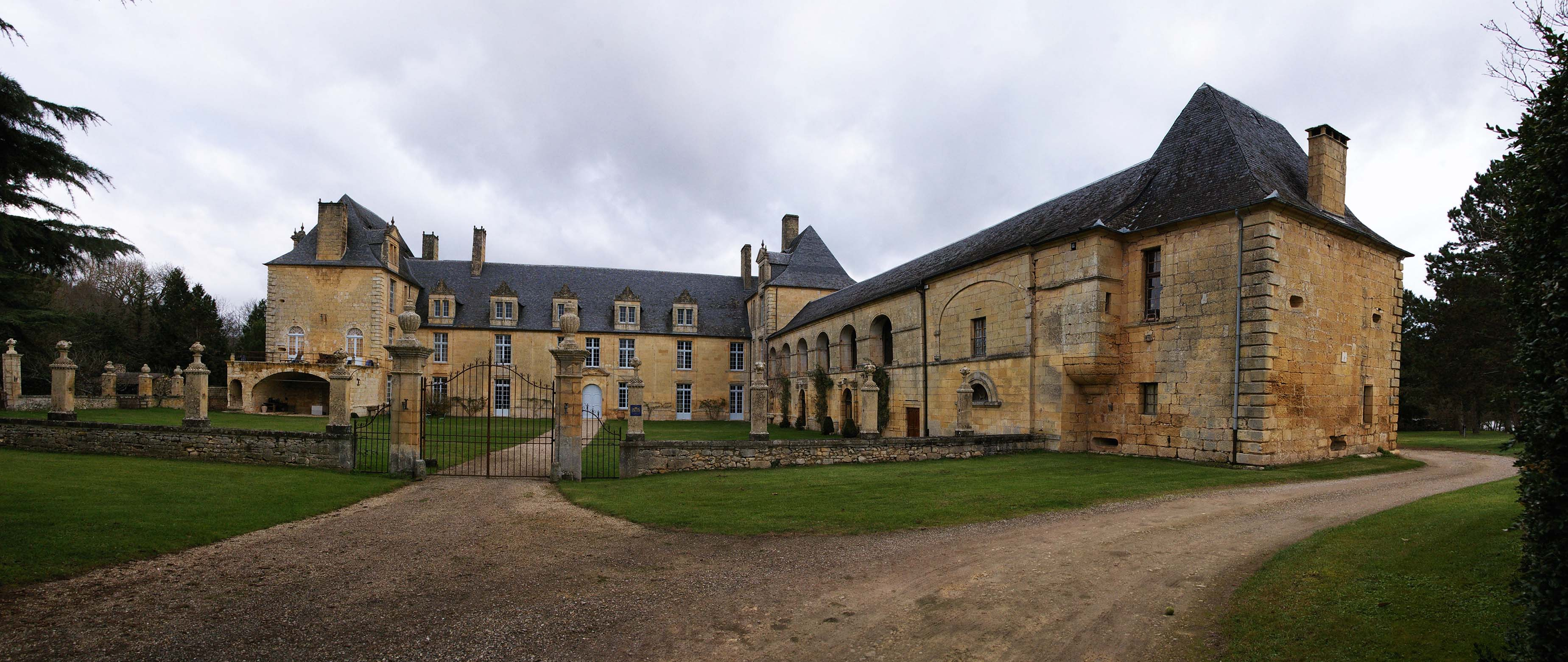
Château de Sauveboeuf

Sauvetage et restauration de 3 châteaux:
- Manoir des Brumes - XIVe siècle - Bouchevilliers dans l’Eure
- Le Cluzeau - XVIe siècle - Dordogne
- Château de Sauvebœuf - XVIIe siècle - Aubas - Dordogne[48]

Il expose ses collections d'histoire et de préhistoires au château de Sauveboeuf.
Très présent dans le Périgord, il va aussi aménager la Grotte de Carpe Diem (Dordogne) et restaurer des abris sous roche.
En 2013, Il a entamé de difficiles négociations, avec la mairie de Clairac pour rapatrier une fontaine qui date du XVIIe siècle appartenant à l'origine au château de Sauveboeuf.

### L'histoire
Claude Douce collectionne des objets, des manuscrits, des documents uniques, des œuvres d'art, retraçant ainsi l'histoire de France et certains de ses secrets qu'ils renferment. Il s'intéresse plus particulièrement à l'histoire des Templiers, Philippe le bel, Louis XIII, les guerres du XVIIIe siècle, Napoléon, Mirabeau et la Franc-maçonnerie. Certaines de ses trouvailles sont en exposition au Château de Sauveboeuf.

### La préhistoire
La passion de Claude Douce pour la préhistoire a débuté dans les années 50. Depuis des années, il accumule des collections d'archéologie et de préhistoire. Ces collections proviennent de ses découvertes, de ventes aux enchères, de brocantes, de chercheurs, de maisons de vente aux enchères, de géologues, instituteurs, curés et les familles de grands collectionneurs.
Avec plus 3200 Collections d’outils préhistoriques et de pièces archéologiques qui correspondent à environ 500 000 objets, c'est une des plus grandes collections privées.
Il possède des pièces uniques comme un squelette d'ours complet daté du Paléolithique moyen.
Il installe un musée de préhistoire dans les caves Renaissance du Château de Sauveboeuf qu'il décide d'ouvrir au public en 2013 pour rendre accessible au plus grand nombre toutes ces découvertes.
Depuis plusieurs années, il entreprend une numérisation de ses objets de préhistoire afin de les rendre accessibles à tous.
Claude Douce considère que "la préhistoire est une chance" pour la Dordogne et qu'il faudrait la développer.

### Evénementiel

#### Publicité
En 2022, à 84 ans, Claude Douce organise une soirée dédiée à la publicité au château de Sauveboeuf avec des anciens publicitaires dont Jacques Séguéla et l'actrice Macha Méril. Il assure au journal Sud Ouest : « C’est la dernière fois que je vais en parler ».

#### Halloween
Toutes ces années passées entre la France et les Etats-Unis pendant sa carrière professionnelle ont donné envie à Claude Douce d'organiser Halloween (fête du 31 octobre) moins connue en Europe qu'outre-atlantique. C'est ainsi que depuis des années, une grande fête d'Halloween est organisée pendant plusieurs jours au château de Sauveboeuf.
L'événement réunit plusieurs milliers de personnes venus de toute la France en quête de frayeurs. Des idées, des décors et des personnages animés tout droit venus des Etats-unis pour rendre cet évènement unique en Dordogne.

## Mécénat
Claude Douce a pu aider un certain nombre de startups à travers la fondation Jacques Douce. La fondation Jacques Douce décernait chaque année des prix pour les entrepreneurs du monde de la publicité. Pendant de nombreuses années, la fondation a permis de créer un grand nombre d'emplois avec la création d'entreprise dans le milieu publicitaire.
Il a mis à disposition de nombreuses fois le château de Sauveboeuf pour des associations, fondations ou des soirées de mécénat, : c'est ainsi, qu'en 2013 et 2014, il accueille l'association du Téléthon d'Aubas(Dordogne). En 2014, Le monde de la poésie s'est retrouvé au château de Sauveboeuf à l'occasion du festival Expoésie. En 2018, la fondation du Fonds de dotation du Périgord noir a pu y organiser sa soirée annuelle afin de réunir de nombreux acteurs économiques de cette région.
En 2011, il est mécène de Lascaux. Il devient membre du comité d'honneur de Lascaux III au Sénat.
Particulièrement actif en Dordogne, il organise avec le musée national de préhistoire des Eyzies des réceptions internationales avec des préhistoriens du monde entier. Il donne des collections de préhistoire dans différents musées, c'est le cas pour le musée de Martigny en Normandie et musée d'Angoulême.
Il a également financé des fouilles de sites préhistoriques en Normandie (vallée l'epte) où il prévoit de donner des collections aux communes concernées par les découvertes.

## Honneurs et récompenses
- 1980 : Chevalier de la Légion d'honneur[69]
- 2000 : Officier de l’Ordre national du Mérite[70],[71]
- 2007 : Commandeur dans l'Ordre des Arts et Lettres[31],[32]
- 2013 : Président d'honneur du Téléthon[63] (Aubas)

## Publications
Claude Douce à rassembler ses mémoires dans une autobiographie qui retrace sa carrière professionnelle et ses passions pour la préhistoire.
- Claude Douce, Biface, un itinéraire de passions - 15 juin 2012 - PC éditions. (ISBN 979-1090148420)[72].

Claude Douce apparait dans le livre :
- Gautier Mornas et Sébastien Bouwy, Quand l'Élysée s'invite à la campagne… : Les Présidents en Périgord - 06 avril 2022 - Les éditions secrets de pays  (ISBN 978-2-491344-13-9)[73].
- Jeanne Favalier, Sauveboeuf - avril 2009 - Pilote 24 édition -  (ISBN 2-912347-84-X).

## Filmographie
- 2013 : "Un château hanté par la préhistoire" : Sophie Cattoire[74], produit par Ferrassie TV.
- 19 septembre 1025 : "Claude Douce "préhistoire 2" intégral" produit par Terrasson Web TV.

## Émissions radio
- Radio Classique - 15 octobre 2012 - Interview - Biographie de Claude Douce.
- Radio France Bleu Périgord - 11 janvier 2013 - Le rapport entre Monsieur Douce et la préhistoire partie 1.
- Radio France Bleu Périgord - 11 janvier 2013 - Le rapport entre Monsieur Douce et la préhistoire partie 2.
- Europe 1 - 11 novembre 2019 - Franck Ferrand - Au cœur de l'histoire: Préhistoire, une notion récente - Invité : Claude Douce.
- France Bleu Dordogne - 1er octobre 2020 - Christophe Taster, L'énigme des pierres figures, avec Claude Douce et Yves Coppens[75].